# Staurastrum dakotii
Staurastrum dakotii là một loài Song tinh tảo trong họ Desmidiaceae, thuộc chi Staurastrum.